# Park hrdinů (Rijeka)
Park hrdinů (chorvatsky Park heroja) je park v chorvatském přístavním městě Rijeka. Nachází se východní části města mezi místními částmi Trsat, Vojak a Bulevard. Přiléhá k němu Pančićův park, Trsatský hřbitov a pod parkem vede tunel Brajdica. 
Park hrdinů je umístěn ve svahu a orientovám směrem severozápad-jihovýchod. Je ve svahu a jeho nadmořská výška se pohybuje od 95 do 145 metrů. Park vznikl v mezviálečném období, dokončen byl roku 1926. Vyprojektoval jej architekt Zlatko Prikril. Park svým názvem odkazuje na bojovníky za druhé světové války. V nejvyšším místě se nachází vzpomínková kostnice. Dnes je park oblíbeným výletním místem s dětskými hřišti. Do parku vede nápadná brána z kamenných bloků.